# Victoria Kern
Victoria Kern (* 1989 in der Kasachischen SSR) ist eine kasachische Sängerin, DJ und Musikvideodarstellerin. Außerdem ist sie als Model aktiv. Bekannt wurde sie in Zusammenarbeit mit dem deutschen DJ-Duo Bodybangers.

## Biografie

### Leben
Victoria Kern wurde im Jahr 1989 in einem kleinen Dorf in Kasachstan geboren. Sie lebte dort gemeinsam mit ihren Eltern und zwei Schwestern auf einem Bauernhof. Die Familie lebte allein durch Selbstversorgung und den von ihr gehaltenen Tieren. Weil das Land in immer härteren Krisen steckte und die Eltern ihren Kindern etwas Besseres bieten wollten, beschlossen sie nach Deutschland zu ziehen. Als Victoria Kern sieben Jahre alt war, zog die fünfköpfige Familie nach Deutschland, wo sie zwei Jahre lang in einem einzigen Raum in einer Unterkunft lebte, bis sie dann in eine Wohnung nach Herford umziehen konnte. Nach ihrem Schulabschluss machte Victoria Kern in einer Event-Agentur eine Ausbildung zur Veranstaltungskauffrau und knüpfte dort Kontakte zur Musikszene. Daraufhin wurde man auf ihr Talent als Sängerin und Tänzerin aufmerksam und engagierte sie für Auftritte.

### Karriere
Durch ihren Beruf als Veranstaltungskauffrau wurde man auf sie aufmerksam, und nachdem sie für verschiedene Auftritte als Model und Tänzerin engagiert worden war, begann sie als Moderatorin des Musiksenders VIVA zu arbeiten. Dadurch wurde auch ihr Talent als Musikerin erkannt. Das deutsche DJ-Duo Bodybangers nahm daraufhin 2011 zusammen mit ihr und dem ebenfalls deutschen Produzenten Klaas das Lied Freak auf. Im Musikvideo ist Victoria vorerst nicht zu sehen. Der Song erreichte daraufhin die deutschen und österreichischen Charts. In Österreich war der Track 22 Wochen in der oberen Hälfte der Hitparade vertreten. Ebenfalls mit den Bodybangers und Klaas wurde nur wenige Monate später das Lied I Like veröffentlicht. Hier war sie zudem im Musikvideo zu sehen. Bis heute wurde dies knapp 16 Millionen Mal aufgerufen.
2011 gewann sie während des Drehs des Musikvideos zu dem Lied Party On des deutschen Musikerduos Funky Bootz, bestehend aus Baby Brown und Zahra, eine Wahl zur „Miss FunkyBootz 2011“. Dafür gewann sie einen Modevertrag sowie einen eigenen Designerduft, der von Angelie Deva kreiert wurde und zum Verkauf freigestellt wurde.
Nach Konzerten in sämtlichen Clubs und Fernsehauftritten mit den Bodybangers folgte Ende des Jahres 2011 eine Zusammenarbeit mit dem deutschen Rapper Carlprit. Das Stück trug den Titel 1234. Im Juni 2012 erschien dann die Single Gimme More. Beide Tracks sind Eigenkompositionen zusammen mit den Bodybangers. Chartplatzierungen konnten nicht erreicht werden. Parallel konzentrierte sich die hübsche Sängerin auf ihre Model-Karriere und spielte ebenfalls in sämtlichen Musikvideos mit. Darunter sind die offiziellen Videos zu R.I.O. und Niccos Party Shaker, My My My (Coming Apart) 2k12 von G&G, Gary Wright und Baby Brown oder Max K, Gerald G und Nitros Take It to the Limit.
Im Herbst 2012 begann das Trio frühere Disco Tracks neu aufzunehmen. Sie begannen mit dem Lied Get Get Down von Paul Johnson. Sie veröffentlichten den Track im Oktober 2012 unter dem Titel Tonight. Als zweites nahm sich das Trio den Song Break My Stride, in Form von Blue Lagoon, aus dem Jahre 2004, vor. Den Rap-Part übernahm hierbei der Ex-Frontsänger des Dance-Projects R.I.O., Tony T. Diese Single war der erste Charterfolg seit zwei Jahren und konnte die Top-100 in Deutschland und Österreich erreichen. Eine weitere Eigenkomposition veröffentlichten sie im Dezember 2013 mit M.IAM.I und dem US-amerikanischen Rapper Flo Rida. Das Lied trägt den Titel Camouflage. Hierbei sind die Bodybangers lediglich als Produzenten, bzw. Remixer-Team angegeben. Parallel erschien im Dezember eine Coverversion des Liedes Pump Up the Jam von Technotronic. Der Remix konnte, zusätzlich zu Deutschland und Österreich, erstmals die Charts in der Schweiz erreichen. Im Februar 2014 veröffentlichten sie zusammen mit dem deutschen Rapper Godfrey Egbon eine Coverversion des Liedes No Limit, das im Original von 2 Unlimited stammt. Seit 2016 ist Victoria Kern zudem als DJ tätig.

## Diskografie

### Singles
2011:
- Freak (mit Bodybangers & Klaas)
- I Like (mit Bodybangers & Klaas)
- 1234 (mit Carlprit)

2012:
- Gimme More (mit Bodybangers)
- Tonight (mit Bodybangers)

2013:
- Break My Stride (mit Bodybangers feat. Tony T.)
- Pump Up the Jam (mit Bodybangers)
- Camouflage (mit M.IAM.I & Flo Rida)

2014:
- No Limit (mit Bodybangers feat. Godfrey Egbon)
- Stars In Miami (mit Bodybangers feat. Tom-E)
- Weekend (mit Menno)

2015:
- Give It To Me (mit Sean Paul, Bliss & Honorebel)
- To The Club (mit Bodybangers)
- Riviera (mit Bodybangers)
- Get Up (mit Bodybangers)

2016:
- All That She Wants (mit Bodybangers)

2017:
- Europe (mit Bodybangers & Nicco)

## Videos
| Jahr | Lied                              | Artist                                                     | Upload             |
| ---- | --------------------------------- | ---------------------------------------------------------- | ------------------ |
| 2011 | Freak                             | Klaas & Bodybangers feat. Victoria Kern                    | 19. Januar 2011    |
| 2011 | Party On                          | Funky Bootz                                                | 18. August 2011    |
| 2011 | 1234                              | Carlprit                                                   | 26. August 2011    |
| 2011 | I Like                            | Klaas & Bodybangers feat. Victoria Kern                    | 14. September 2011 |
| 2011 | Girls                             | Rico Bernasconi & Beenie Man feat Akon (and Victoria Kern) | 22. September 2011 |
| 2011 | Get This Party Rockin’            | Funky Bootz                                                | 7. Oktober 2011    |
| 2012 | Party Shaker                      | R.I.O.                                                     | 15. Mai 2012       |
| 2012 | Gimme More                        | Bodybangers feat. Victoria Kern                            | 18. Juni 2012      |
| 2012 | Doing It Right                    | Remady & Manu L feat Amanda Wilson                         | 31. August 2012    |
| 2012 | My My My (Coming Apart) 2k12      | G&G feat. Gary Wright & Baby Brown                         | 19. September 2012 |
| 2012 | Tonight                           | Bodybangers feat. Victoria Kern                            | 5. Oktober 2012    |
| 2013 | Icey Queen                        | G&G vs. Davis Redfield                                     | 8. Februar 2013    |
| 2013 | Break My Stride                   | Bodybangers feat. Tony T. & Victoria Kern                  | 15. März 2013      |
| 2013 | Take It to the Limit              | Max K feat. Gerald G & Nitro                               | 10. Mai 2013       |
| 2013 | Only One                          | Rene Rodrigezz & Dipl.Inch                                 | 29. August 2013    |
| 2013 | Pump Up the Jam                   | Bodybangers feat. Victoria Kern                            | 17. Dezember 2013  |
| 2014 | No Limit                          | Bodybangers feat. Godfrey Egbon & Victoria Kern            | 6. Februar 2014    |
| 2014 | Love Come Down                    | Bodybangers feat. TomE & Jaicko Lawrence                   | 9. April 2014      |
| 2014 | Are You Ready                     | Bodybangers                                                | 23. Juni 2014      |
| 2014 | One in a Million                  | R.I.O. feat. U-Jean                                        | 23. Juni 2014      |
| 2014 | Stars in Miami                    | Bodybangers feat. TomE & Victoria Kern                     | 20. Juli 2014      |
| 2014 | Weekend                           | Victoria Kern feat. Menno                                  | 7. August 2014     |
| 2014 | Sunkissed                         | Stelios feat. Jonny Rose                                   | 20. August 2014    |
| 2015 | Give It To Me (Bodybangers Remix) | Bliss & Honorebel feat. Victoria Kern & Sean Paul          | 2. Januar 2015     |
| 2015 | To The Club                       | Bodybangers feat. Victoria Kern                            | 30. Januar 2015    |
| 2015 | Riviera                           | Bodybangers feat. Victoria Kern & Menno                    | 7. August 2015     |
| 2015 | Get Up                            | Bodybangers ft. Victoria Kern                              | 8. Oktober 2015    |
| 2016 | All That She Wants                | Bodybangers feat. Victoria Kern                            | 15. Juni 2016      |
| 2016 | Sunglasses at Night               | Bodybangers                                                | 18. November 2016  |
| 2016 | Lost & Found                      | Marc Werner & Jason Anousheh                               | 25. November 2016  |
| 2017 | Let You Know                      | Bodybangers feat. Menno                                    | 9. Juni 2017       |
| 2017 | Europe                            | Bodybangers ft. Victoria Kern, Nicco                       | 4. September 2017  |
| 2017 | Buzz                              | Victoria Kern                                              | 4. September 2017  |